# Trentepohlia (Paramongoma) laudabilis
Trentepohlia (Paramongoma) laudabilis is een tweevleugelige uit de familie steltmuggen (Limoniidae). De soort komt voor in het Neotropisch gebied.